# 1943 w polityce

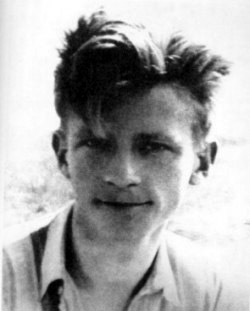
Jan Bytnar

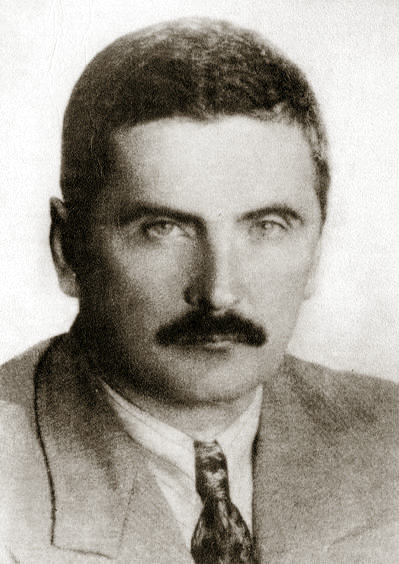
Stefan Rowecki

Wydarzenia polityczne w 1943 roku.

## Styczeń
- 31 stycznia – feldmarszałek Friedrich Paulus skapitulował pod Stalingradem[1].

## Marzec
- 26 marca – żołnierze Oddziału Specjalnego „Jerzy” Kedywu KG odbili 25 więźniów przewożonych z siedziby gestapo przy alei Szucha na Pawiak[2].
- 30 marca – wskutek obrażeń odniesionych podczas śledztwa zmarł Jan Bytnar, ps. „Rudy”, harcerz, bojownik Szarych Szeregów[3].

## Kwiecień
- 13 kwietnia – Niemcy w oficjalnym komunikacie poinformowali o znalezieniu w Katyniu masowych grobów polskich oficerów[2].
- 19 kwietnia – wybuchło powstanie w getcie warszawskim[2].
- 25 kwietnia – władze radzieckie zerwały stosunki dyplomatyczne z rządem polskich na uchodźstwie po tym, jak rząd RP poprosił Międzynarodowy Czerwony Krzyż o wyjaśnienie mordów katyńskich[2].

## Czerwiec
- 3 czerwca – w Algierze powstał Francuski Komitet Wyzwolenia Narodowego. Na jej czele stanęli Charles de Gaulle oraz Henri Giraud[2].
- 23 czerwca – zmarł pastor Ryszard Danielczyk, działacz narodowy na Górnym Śląsku[4].
- 30 czerwca – w Warszawie został aresztowany Stefan Rowecki, ps. Grot, generał, Komendant Sił Zbrojnych w Kraju[5].

## Lipiec
- 4 lipca – w katastrofie w Gibraltarze zginął Naczelny Wódz Polskich Sił Zbrojnych i premier Rządu RP na Uchodźstwie generał Władysław Sikorski[6].
- 25 lipca – Benito Mussolini został zdymisjonowany i aresztowany. Jego następca został Pietro Badoglio[7].

## Wrzesień
- 15 września – niemieccy komandosi uwolnili uwięzionego Bonita Mussoliniego. W tym samym dniu Mussolini proklamował powstanie Włoskiej Republiki Socjalnej na obszarze zajętym przez Niemców w północnych Włoszech. Stolicą nowego państwa miało być Salò (stąd państwo często nazywano Republiką Salò)[2].
- 29 września – urodził się Lech Wałęsa, przywódca Solidarności, laureat Pokojowej Nagrody Nobla i prezydent Polski w latach 1990–1995[8].

## Październik
- 21 października – zmarł Dudley Pound, brytyjski admirał, głównodowodzący Royal Navy[9]. Jego następcą został Andrew Cunningham[10].

## Listopad
- 9 listopada – w Waszyngtonie powstała Administracja Narodów Zjednoczonych do spraw Pomocy i Odbudowy (United Nations Relief and Rehabilitation Administration, UNRRA). Jej celem była pomoc uchodźcom oraz ludności krajów najbardziej poszkodowanych przez II wojnę światową[2].
- 22–26 listopada – w Kairze odbył się pierwsza część tzw. konferencji kairskiej. W rozmowach uczestniczyli: prezydent Stanów Zjednoczonych Franklin Delano Roosevelt, premier Wielkiej Brytanii Winston Churchill i prezydent Chin Czang Kaj-szek. Uzgodniono, że Chiny odzyskają wszystkie tereny okupowane przez Japonię (Mandżurię, Liaotung, Tajwan i Peskadory), a Korea ponownie stanie się niepodległym państwem[2].

## Grudzień
- 1 grudnia – w Teheranie zakończyła się konferencja Wielkiej Trójki, w której uczestniczyli: przywódca Związku Radzieckiego Józef Stalin, premier Wielkiej Brytanii Winston Churchill oraz prezydent Stanów Zjednoczonych Franklin Delano Roosevelt. Podczas rozmów przyjęto ogólny plan ostatecznego pokonania Niemiec[2].